# Сен-Женест-де-Контест
Сен-Жене́ст-де-Конте́ст (фр. Saint-Genest-de-Contest, окс. Sent Guinièis) — коммуна во Франции, находится в регионе Юг — Пиренеи. Департамент — Тарн. Входит в состав кантона Плен-де-л’Агу. Округ коммуны — Кастр.
Код INSEE коммуны — 81250.

## География

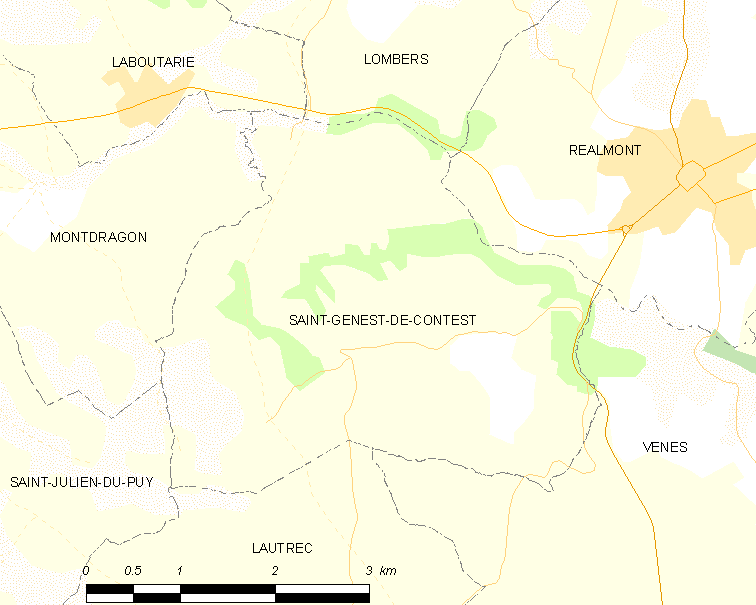
Карта коммуны

Коммуна расположена приблизительно в 570 км к югу от Парижа, в 60 км восточнее Тулузы, в 19 км к югу от Альби.
На северо-востоке коммуны протекает река Даду.

## Климат
Климат умеренно-океанический. Зима мягкая и дождливая, лето жаркое с частыми грозами. Ветры довольно редки.

## Население
Население коммуны на 2010 год составляло 245 человек.
| 1962 | 1968 | 1975 | 1982 | 1990 | 1999 | 2010 |
| ---- | ---- | ---- | ---- | ---- | ---- | ---- |
| 317  | 264  | 294  | 275  | 279  | 265  | 245  |

## Экономика
В 2007 году среди 159 человек в трудоспособном возрасте (15—64 лет) 113 были экономически активными, 46 — неактивными (показатель активности — 71,1 %, в 1999 году было 65,0 %). Из 113 активных работали 106 человек (59 мужчин и 47 женщин), безработных было 7 (2 мужчин и 5 женщин). Среди 46 неактивных 12 человек были учениками или студентами, 19 — пенсионерами, 15 были неактивными по другим причинам.